# 纤细悬钩子
纤细悬钩子（学名：Rubus hypargyrus）为蔷薇科悬钩子属的植物。分布在锡金、印度西北部以及中国大陆的西藏等地，生长于海拔2,400米至3,200米的地区，多生长于采伐迹地及山坡林中，目前尚未由人工引种栽培。

## 变种
- 密毛纤细悬钩子（学名：Rubus hypargyrus var. niveus）为蔷薇科悬钩子属下的一个变种。